# Alepocephalus andersoni
Alepocephalus andersoni är en fiskart som beskrevs av Fowler, 1934. Alepocephalus andersoni ingår i släktet Alepocephalus och familjen Alepocephalidae. Inga underarter finns listade i Catalogue of Life.